# Ein Schneemann für Afrika
Ein Schneemann für Afrika ist ein deutscher Kinderfilm der DEFA von Rolf Losansky aus dem Jahr 1977.

## Handlung
Karli hat dem Mädchen Asina vor einiger Zeit ein Geschenk versprochen, das es bei ihr nicht gibt – Asina lebt im afrikanischen Coccatuttibana und hat 21 Zöpfe, während Karli als Seemann gerade mit dem Schiff „Wismar“ vor Rostock liegt. Asina wartet ungeduldig auf die Rückkehr Karlis und fragt ihre Bekannten nach einem Schiff aus, das am Horizont erscheinen muss, doch niemand hat es gesehen und selbst die Fischer vermuten, dass Karli Asina einfach vergessen hat.
Karli wiederum denkt erst kurz vor dem Ablegen des Schiffs an das Geschenk, das er Asina versprochen hat. Vor dem Schiff bauen Kinder einen Schneemann und Karli verfrachtet diesen – ungeachtet der Proteste des Schiffskochs – in den Kühlraum des Dampfers.
Die Seefahrt verläuft bis auf einige Anfälle von Seekrankheit an Bord ruhig. Als das Schiff jedoch den Äquator Richtung Afrika überquert, beginnt der Schneemann plötzlich zu sprechen und zu laufen und turnt unter anderem in der Takelage umher. Zudem setzt die Hitze ihm zu, sodass er mit Kühlwasser vor dem Tauen bewahrt werden muss. Die Kühlflüssigkeit jedoch geht schon bald zur Neige und so hilft nur über Funk organisierter Nachschub, den Schneemann bis nach Afrika zu bringen.
Die „Wismar“ erreicht Coccatuttibana und Asina ist überglücklich über den Schneemann. Das Glück währt jedoch nur kurze Zeit, da der Schneemann in der afrikanischen Sonne zu schmelzen droht und auch das Kühlwasser fast aufgebraucht ist. Schweren Herzens übergibt Asina schließlich den Schneemann einem sowjetischen Frachter, der ihn nach „Schneeland“ zu den Eskimos bringen wird.

## Produktion
Der Film erlebte am 2. Oktober 1977 im Berliner Colosseum seine Premiere.
Ein Schneemann für Afrika entstand in Zusammenarbeit mit dem DEFA-Studio für Dokumentarfilme, das unter anderem die in Afrika spielenden Szenen verantwortete. Ein Großteil der Aufnahmen wurde jedoch auf der MS „Wismar“ gedreht, wobei das Filmteam Unterstützung vom VEB Kombinat Seeverkehr und Hafenwirtschaft erhielt. Die Trickszenen rund um den Schneemann stammen von Kurt Weiler.

## Kritik
Die zeitgenössische Kritik nannte den Film „eine lustige Geschichte, ein wenig abenteuerlich, mit sympathischen Gestalten“ bzw. „phantasievoll, poetisch, spannend, lustig, aber auch ein bißchen traurig“.
Positiv hervorgehoben wurde neben dem Spiel Hadiatou Barrys auch die Animation im Film: „Unter Kurt Weilers Regie entstanden die bewunderungswürdigen Trickaufnahmen rund um den Schneemann, der durch die bemerkenswerte Animation zum gleichwertigen Spielpartner der lebendigen Mimen wird.“
Für Cinema war der Film „DEFA-Kitsch“.

## Auszeichnungen
Im Jahr 1978 wurde Ein Schneemann für Afrika beim Internationalen Kinder- und Jugendfilmfestival in Gijón, Spanien, ausgezeichnet. Auf dem 1. Nationalen Festival für Kinderfilme der DDR in Gera erhielt der Film den Ehrenpreis der Kinderjury.